# Rada Ministrów ZSRR
Rada Ministrów ZSRR (ros. Сове́т мини́стров СССР, w skrócie Совмин СССР, Sowmin SSSR; СМ СССР, SM SSSR; synonim Правительство СССР, Prawitielstwo SSSR – dosłownie Rząd ZSRR) – w latach 1946–1991 najwyższy organ państwowej władzy wykonawczej Związku Socjalistycznych Republik Radzieckich. Poprzednikiem rady była Rada Komisarzy Ludowych ZSRR.
RM ZSRR miała prawo do inicjatywy ustawodawczej. Została rozwiązana w lutym 1991 w związku z utworzeniem Gabinetu Ministrów przy Prezydencie ZSRR.

## Przewodniczący (premier)
- Józef Stalin (1946 – 5 marca 1953),
- Gieorgij Malenkow (5 marca 1953 – 8 lutego 1955),
- Nikołaj Bułganin (8. lutego 1955 – 27 marca 1958),
- Nikita Chruszczow (27 marca 1958 – 15 października 1964),
- Aleksiej Kosygin (15 października 1964 – 23 października 1980),
- Nikołaj Tichonow (23 października 1980 – 27 września 1985),
- Nikołaj Ryżkow (27 września 1985 – 26 grudnia 1990)[1].